# Меццано
Меццано (італ. Mezzano, вен. Mezan) — муніципалітет в Італії, у регіоні Трентіно-Альто-Адідже, провінція Тренто.
Меццано розташоване на відстані близько 480 км на північ від Рима, 55 км на схід від Тренто.

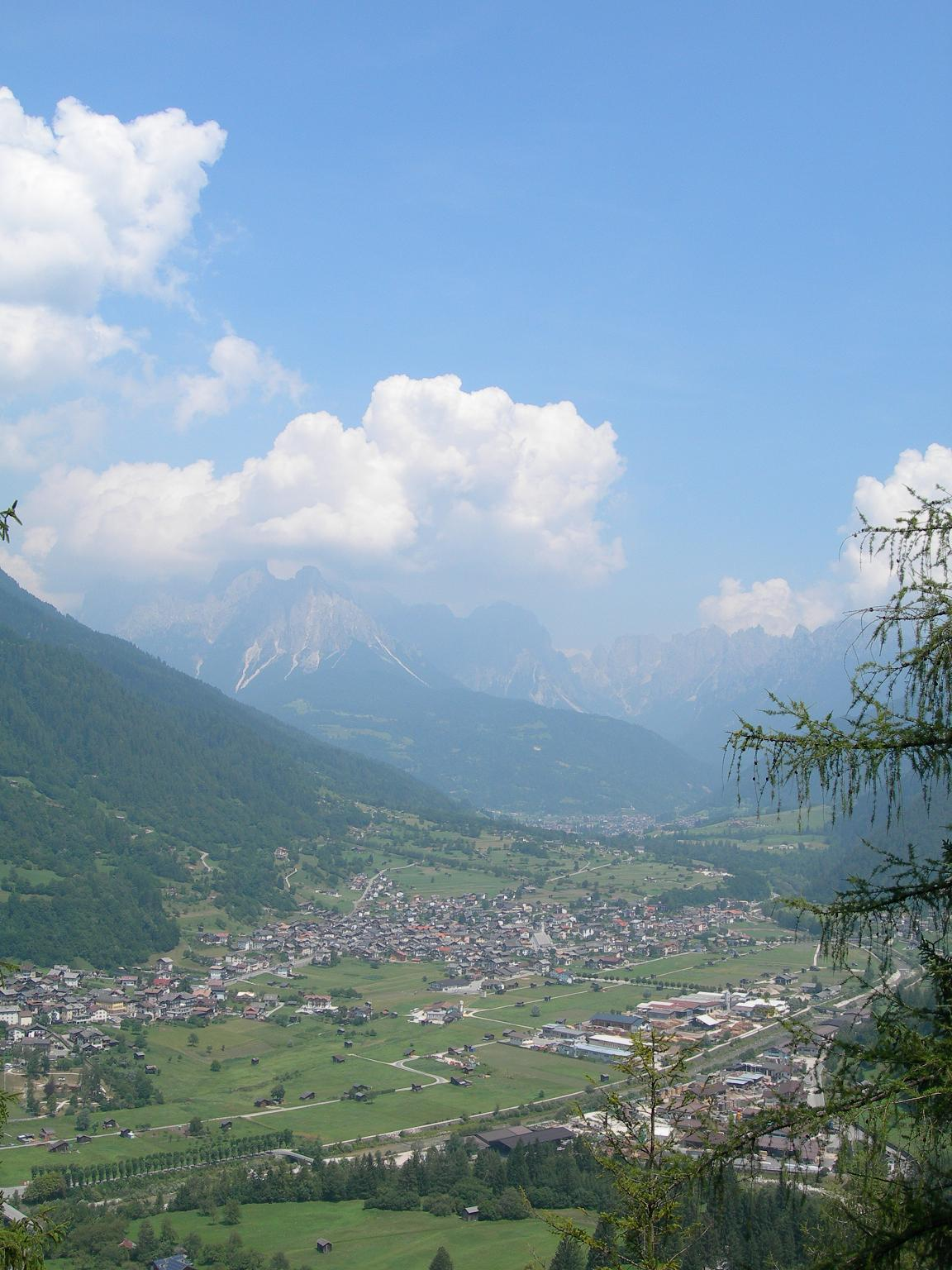

Населення — 1639 осіб (2014).
Покровитель — святий Юрій.

## Демографія
Населення за роками:

Станом на 1 січня 2023 року в муніципалітеті офіційно проживали 34 іноземці з 8 країн, серед них 13 громадян країн Євросоюзу.

## Сусідні муніципалітети
- Каналь-Сан-Бово
- Чезіомаджоре
- Фельтре
- Імер
- Соврамонте
- Примієро-Сан-Мартіно-ді-Кастроцца